# Ptolemaeus IV Philopator
Ptolemaeus IV Philopator (Oudgrieks: Πτολεμαῖος ὁ Φιλοπάτωρ / Ptolemaĩos ò Philopátōr; mei of juni 244 v.Chr. - augustus of september 205 v.Chr.) was koning van Egypte van 222 tot 205 v.Chr.. Onder zijn koningschap begon het verval van het Ptolemaeïsche koninkrijk.

## Leven
Ptolemaeus IV Philopator was de oudste zoon van Ptolemaeus III Euergetes I en Berenice II. Hij volgde na de dood van zijn vader in 222 v.Chr. deze op als koning.

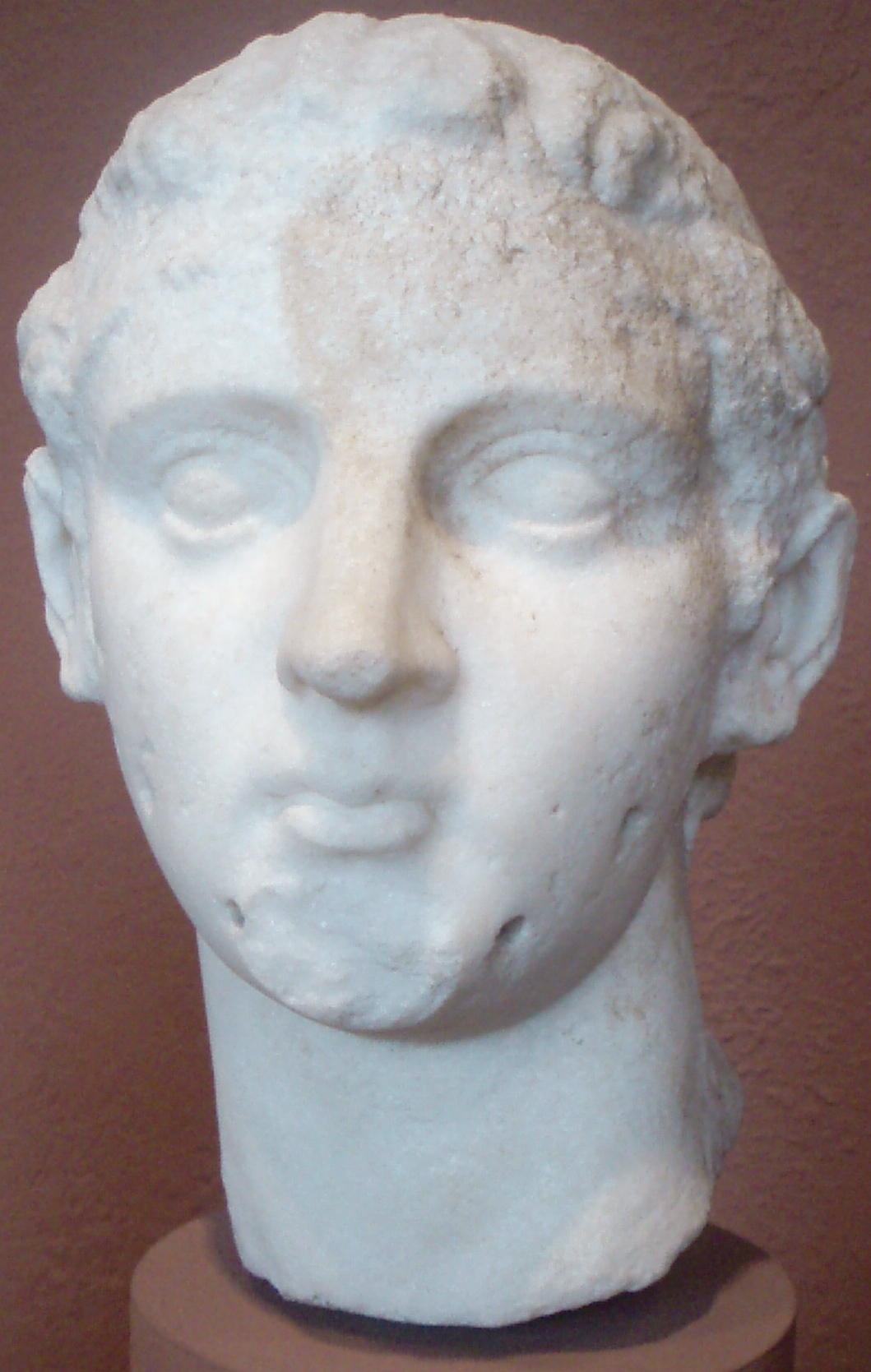
Marmeren buste van Ptolemaeus IV Philopator
Gezegd te zijn gevonden bij Khadra (Algerije), Museum of Fine Arts

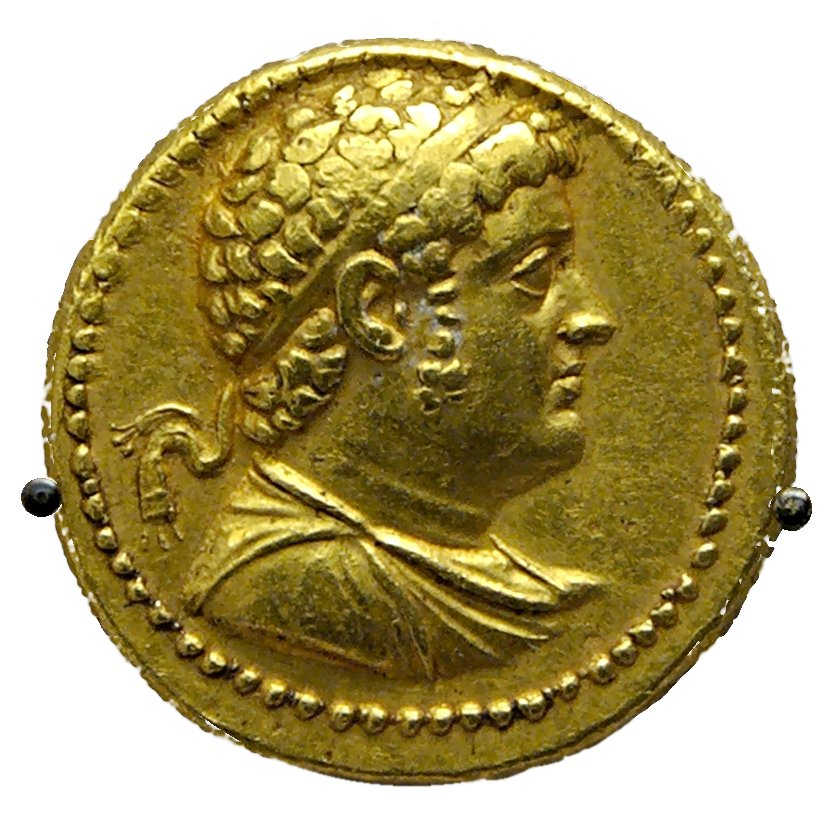
Gouden octadrachme met afbeelding van Ptolemaeus IV Philopator
British Museum

Hij bezat noch de deugden noch de gaven van zijn voorzaten. Onder invloed van zijn voogd Sosibius zou hij bij het begin van zijn regering verscheidene van zijn naaste familieleden vermoorden. Zo liet hij zijn oom Lysimachus ombrengen, alsook zijn broer Magas. Ten slotte liet hij in 221 v.Chr. uit argwaan zijn moeder Berenice II vergiftigen. Ook Cleomenes III van Sparta werd in 219 v.Chr. op zijn bevel om het leven gebracht.
In 220 v.Chr. trad Philopator in het huwelijk met zijn zus Arsinoë III. Uit dit huwelijk zou in 210 v.Chr. een zoon voortkomen: Ptolemaeus V Epiphanes.
Hij gaf zich vervolgens ongestoord aan zijn boze lusten over. Niet zonder ontwikkeling en geestbeschaving, vervaardigde hij zelf een treurspel. Hij was zeer ingenomen met Homerus en richtte tempels ter zijner er op. Doch dit alles werd overschaduwd door vadsigheid, neiging tot dronkenschap en andere uitspattingen, terwijl hij de regering in handen liet van slechte raadslieden, vooral van Agathocles en Sosibius.
Van deze werkeloosheid van de koning maakte Antiochus III van Syrië gebruik tot een - hoewel vergeefse – aanval op Coele-Syrië, die hij echter in 219 v.Chr. met gunstiger uitslag herhaalde. En slechts met behulp van de Grieken en vreemde huurtroepen gelukte het Philopator om in 217 v.Chr. op de Syriërs de grote overwinning in de slag bij Raphia te behalen. Een wapenstilstand verzekerde hem verder het rustig bezit van de aangrenzende delen van Syrië.
Daarentegen moest een opstand van de zwaar onderdrukte Egyptenaren met gestrengheid worden bedwongen. Daarbij kwam nog een hardvochtige onverdraagzaamheid jegens de door zijn voorgangers zo begunstigde joden (zie: Joodse gemeenschap in Alexandrië), waardoor Antiochus III in 208 v.Chr. gelegenheid vond om hem Palestina te ontrukken.
Met Rome stond hij op vriendschappelijke voet, maar hij zocht door het aanknopen van betrekkingen met Macedonië evenwel de uitbreiding van Rome’s macht tegen te werken.
Ptolemaeus Philopator liet rond 200 v.Chr. een soort van catamaran, de thalamegos, bouwen als plezierjacht voor hemzelf en zijn gade en zuster Arsinoë. Hij werd ook gezegd een tessarakonteres (letterlijk: "veertig"), een reusachtige galei, te hebben laten bouwen.
Hij stierf in 205 v.Chr. Hij werd opgevolgd door zijn zoon Ptolemaeus V Epiphanes, die slechts vijf jaar oud was en aan de bescherming van Rome was aanbevolen.